# Sci alpino ai XVII Giochi olimpici invernali - Slalom speciale maschile
Tra le competizioni dello sci alpino ai XVII Giochi olimpici invernali di Lillehammer 1994 lo slalom speciale maschile si disputò domenica 27 febbraio sulla pista di Hafjell; l'austriaco Thomas Stangassinger vinse la medaglia d'oro, l'italiano Alberto Tomba quella d'argento e lo sloveno Jure Košir quella di bronzo.
Detentore uscente del titolo era il norvegese Finn Christian Jagge, che aveva vinto la gara dei XVI Giochi olimpici invernali di Albertville 1992 disputata sul tracciato di Les Menuires precedendo Tomba (medaglia d'argento) e l'austriaco Michael Tritscher (medaglia di bronzo); il campione mondiale in carica era il norvegese Kjetil André Aamodt, vincitore a Morioka 1993 davanti al lussemburghese Marc Girardelli e a Stangassinger.

## Risultati
| 1  | 8  | Thomas Stangassinger  | Austria       | 1:01,00 | 1   | 1:01,02 | 7   | 2:02,02 |        |     |     |
| 2  | 1  | Alberto Tomba         | Italia        | 1:02,84 | 12  | 0:59,33 | 1   | 2:02,17 | +0,15  |     |     |
| 3  | 2  | Jure Košir            | Slovenia      | 1:02,55 | 8   | 0:59,98 | 3   | 2:02,53 | +0,51  |     |     |
| 4  | 37 | Mitja Kunc            | Slovenia      | 1:02,82 | 11  | 0:59,80 | 2   | 2:02,62 | +0,60  |     |     |
| 5  | 5  | Thomas Fogdö          | Svezia        | 1:02,98 | 15  | 1:00,07 | 4   | 2:03,05 | +1,03  |     |     |
| 6  | 4  | Finn Christian Jagge  | Norvegia      | 1:02,16 | 5   | 1:01,03 | 8   | 2:03,19 | +1,17  |     |     |
| 7  | 34 | Casey Puckett         | Stati Uniti   | 1:02,97 | 14  | 1:00,50 | 5   | 2:03,47 | +1,45  |     |     |
| 8  | 18 | Angelo Weiss          | Italia        | 1:02,77 | 10  | 1:00,96 | 6   | 2:03,72 | +1,70  |     |     |
| 9  | 11 | Patrick Staub         | Svizzera      | 1:02,46 | 6   | 1:01,73 | 9   | 2:04,19 | +2,17  |     |     |
| 10 | 27 | Andrej Miklavc        | Slovenia      | 1:02,57 | 9   | 1:01,78 | 10  | 2:04,35 | +2,33  |     |     |
| 11 | 20 | Andrea Zinsli         | Svizzera      | 1:02,87 | 13  | 1:02,07 | 13  | 2:04,94 | +2,92  |     |     |
| 12 | 35 | Mika Marila           | Finlandia     | 1:02,54 | 7   | 1:02,45 | 15  | 2:04,99 | +2,97  |     |     |
| 13 | 23 | Mats Ericson          | Svezia        | 1:03,25 | 16  | 1:02,24 | 14  | 2:05,49 | +3,47  |     |     |
| 14 | 36 | Thomas Grandi         | Canada        | 1:03,48 | 18  | 1:02,06 | 12  | 2:05,54 | +3,52  |     |     |
| 15 | 17 | Michael von Grünigen  | Svizzera      | 1:03,94 | 21  | 1:01,94 | 11  | 2:05,88 | +3,86  |     |     |
| 16 | 19 | Yves Dimier           | Francia       | 1:03,72 | 20  | 1:03,27 | 18  | 2:06,99 | +4,97  |     |     |
| 17 | 22 | Paul Accola           | Svizzera      | 1:04,45 | 24  | 1:03,11 | 17  | 2:07,56 | +5,54  |     |     |
| 18 | 32 | Kiminobu Kimura       | Giappone      | 1:05,26 | 26  | 1:02,71 | 16  | 2:07,97 | +5,95  |     |     |
| 19 | 26 | Takuya Ishioka        | Giappone      | 1:05,94 | 27  | 1:04,40 | 19  | 2:10,34 | +8,32  |     |     |
| 20 | 54 | Vicente Tomás         | Spagna        | 1:06,71 | 28  | 1:06,73 | 21  | 2:13,44 | +11,42 |     |     |
| 21 | 56 | Hur Seung-wook        | Corea del Sud | 1:07,43 | 29  | 1:06,23 | 20  | 2:13,66 | +11,64 |     |     |
| 22 | 57 | Attila Bónis          | Ungheria      | 1:10,87 | 30  | 1:09,56 | 22  | 2:20,43 | +18,41 |     |     |
|    | 12 | Kjetil André Aamodt   | Norvegia      | 1:01,80 | 2   | DNF     | DNF | DNF     | DNF    | DNF | DNF |
|    | 7  | Peter Roth            | Germania      | 1:01,84 | 3   | DNF     | DNF | DNF     | DNF    | DNF | DNF |
|    | 15 | Thomas Sykora         | Austria       | 1:02,03 | 4   | DNF     | DNF | DNF     | DNF    | DNF | DNF |
|    | 29 | Rob Crossan           | Canada        | 1:03,45 | 17  | DNF     | DNF | DNF     | DNF    | DNF | DNF |
|    | 25 | Sébastien Amiez       | Francia       | 1:03,66 | 19  | DNF     | DNF | DNF     | DNF    | DNF | DNF |
|    | 33 | Tetsuya Okabe         | Giappone      | 1:03,98 | 22  | DNF     | DNF | DNF     | DNF    | DNF | DNF |
|    | 31 | Matt Grosjean         | Stati Uniti   | 1:04,24 | 23  | DNF     | DNF | DNF     | DNF    | DNF | DNF |
|    | 39 | Jeremy Nobis          | Stati Uniti   | 1:04,86 | 25  | DNF     | DNF | DNF     | DNF    | DNF | DNF |
|    | 3  | Armin Bittner         | Germania      | DNF     | DNF | DNF     | DNF | DNF     | DNF    | DNF | DNF |
|    | 10 | Günther Mader         | Austria       | DNF     | DNF | DNF     | DNF | DNF     | DNF    | DNF | DNF |
|    | 13 | Bernhard Gstrein      | Austria       | DNF     | DNF | DNF     | DNF | DNF     | DNF    | DNF | DNF |
|    | 14 | Lasse Kjus            | Norvegia      | DNF     | DNF | DNF     | DNF | DNF     | DNF    | DNF | DNF |
|    | 21 | Bernhard Bauer        | Germania      | DNF     | DNF | DNF     | DNF | DNF     | DNF    | DNF | DNF |
|    | 24 | Fabrizio Tescari      | Italia        | DNF     | DNF | DNF     | DNF | DNF     | DNF    | DNF | DNF |
|    | 28 | Johan Wallner         | Svezia        | DNF     | DNF | DNF     | DNF | DNF     | DNF    | DNF | DNF |
|    | 30 | Norman Bergamelli     | Italia        | DNF     | DNF | DNF     | DNF | DNF     | DNF    | DNF | DNF |
|    | 38 | Erik Schlopy          | Stati Uniti   | DNF     | DNF | DNF     | DNF | DNF     | DNF    | DNF | DNF |
|    | 40 | Ovidio García         | Spagna        | DNF     | DNF | DNF     | DNF | DNF     | DNF    | DNF | DNF |
|    | 42 | Gaku Hirasawa         | Giappone      | DNF     | DNF | DNF     | DNF | DNF     | DNF    | DNF | DNF |
|    | 43 | Tobias Hellman        | Svezia        | DNF     | DNF | DNF     | DNF | DNF     | DNF    | DNF | DNF |
|    | 44 | Ljubomir Popov        | Bulgaria      | DNF     | DNF | DNF     | DNF | DNF     | DNF    | DNF | DNF |
|    | 45 | Gerard Escoda         | Andorra       | DNF     | DNF | DNF     | DNF | DNF     | DNF    | DNF | DNF |
|    | 46 | Kristinn Björnsson    | Islanda       | DNF     | DNF | DNF     | DNF | DNF     | DNF    | DNF | DNF |
|    | 47 | Simon Wi Rutene       | Nuova Zelanda | DNF     | DNF | DNF     | DNF | DNF     | DNF    | DNF | DNF |
|    | 49 | Bill Gaylord          | Regno Unito   | DNF     | DNF | DNF     | DNF | DNF     | DNF    | DNF | DNF |
|    | 50 | Xavier Ubeira         | Spagna        | DNF     | DNF | DNF     | DNF | DNF     | DNF    | DNF | DNF |
|    | 51 | Haukur Arnórsson      | Islanda       | DNF     | DNF | DNF     | DNF | DNF     | DNF    | DNF | DNF |
|    | 52 | Federico van Ditmar   | Argentina     | DNF     | DNF | DNF     | DNF | DNF     | DNF    | DNF | DNF |
|    | 53 | Petăr Dičev           | Bulgaria      | DNF     | DNF | DNF     | DNF | DNF     | DNF    | DNF | DNF |
|    | 58 | Marcin Szafrański     | Polonia       | DNF     | DNF | DNF     | DNF | DNF     | DNF    | DNF | DNF |
|    | 59 | Vedran Pavlek         | Croazia       | DNF     | DNF | DNF     | DNF | DNF     | DNF    | DNF | DNF |
|    | 60 | Levan Abramishvili    | Georgia       | DNF     | DNF | DNF     | DNF | DNF     | DNF    | DNF | DNF |
|    | 6  | Gregor Grilc          | Slovenia      | DSQ     | DSQ | DSQ     | DSQ | DSQ     | DSQ    | DSQ | DSQ |
|    | 9  | Ole Kristian Furuseth | Norvegia      | DSQ     | DSQ | DSQ     | DSQ | DSQ     | DSQ    | DSQ | DSQ |
|    | 16 | Marc Girardelli       | Lussemburgo   | DSQ     | DSQ | DSQ     | DSQ | DSQ     | DSQ    | DSQ | DSQ |
|    | 41 | Tobias Barnerssoi     | Germania      | DNS     | DNS | DNS     | DNS | DNS     | DNS    | DNS | DNS |
|    | 48 | Marco Büchel          | Liechtenstein | DNS     | DNS | DNS     | DNS | DNS     | DNS    | DNS | DNS |
|    | 55 | Achim Vogt            | Liechtenstein | DNS     | DNS | DNS     | DNS | DNS     | DNS    | DNS | DNS |

Legenda:

DNF = prova non completata

DSQ = squalificato

DNS = non partito

Pos. = posizione

Pett. = pettorale
1ª manche:

Ore: 9.30 (UTC+1)

Pista: Råbøl

Partenza: 485 m s.l.m.

Arrivo: 258 m s.l.m.

Dislivello: 227 m

Porte: 74

Tracciatore: Pavel Grašič (Slovenia)
2ª manche:

Ore: 13.00 (UTC+1)

Pista: Råbøl

Partenza: 485 m s.l.m.

Arrivo: 258 m s.l.m.

Dislivello: 227 m

Porte: 68

Tracciatore: Erik Skaslien (Norvegia)